# Żabin (obwód mohylewski)
Żabin (biał. Жабін; ros. Жабино) – osiedle na Białorusi, w obwodzie mohylewskim, w rejonie mohylewskim, w sielsowiecie Zawadskaja Słabada.